# هوبرتوس هايل
فولفغانغ هوبرتوس هايل (بالألمانية: Wolfgang-Hubertus Heil) (3 نوفمبر 1972 في هيلدسهايم) سياسي ألماني ينتمي للحزب الديمقراطي الاجتماعي. يشغل منذ 14 مارس 2018 منصب وزير العمل والشؤون الاجتماعية.
هايل نائب في البوندستاغ الألماني منذ أكتوبر 1998 ونائب زعيم الحزب الديمقراطي الاجتماعي منذ ديسمبر 2019. من نوفمبر 2005 إلى نوفمبر 2009 ومن يونيو إلى ديسمبر 2017 كان الأمين العام لحزبه.

## روابط خارجية
- هوبرتوس هايل على موقع IMDb (الإنجليزية)
- هوبرتوس هايل على موقع مونزينجر (الألمانية)
- هوبرتوس هايل على موقع قاعدة بيانات الفيلم (الإنجليزية)